# VR Tve2
Tve2 ist die Baureihenbezeichnung der finnischen Staatseisenbahn VR-Yhtymä für eine Serie von Kleinlokomotiven, die 1962–1964 vom Ingenieurbüro Saalasti an die Staatsbahnen geliefert wurden. In der Maschinenwerkstatt Turenki wurden insgesamt acht Lokomotiven hergestellt. Die internen Modellbezeichnungen des Herstellers waren Otso2 für die Industrieausführung und Otso2/VR für die mit verbessertem Führerhaus für VR gebaute Lokomotiven.

## Geschichte
Da sich die Leistung der Baureihe Tve1 an einigen Standorten als unzureichend erwies, beschloss die Staatsbahn, sieben ähnliche, aber effizientere Kleinlokomotiven von Saalasti zu erwerben. Eine davon war das Modell Otso2 des Herstellers, das an mehrere Industriebetriebe geliefert wurde. Die weiteren sechs Lokomotiven waren das Modell Otso2/VR. Die Lokomotiven wurden 1964 ausgeliefert.
1976 erwarb die Staatsbahn eine weitere gebrauchte Otso2-Lokomotive, die zuvor von Oy Kaukas Ab in Lappeenranta eingesetzt worden war.

## Technik
Die Baureihe Tve2 war von den Abmessungen fast vollständig ähnlich wie die Baureihe Tve1. Unterschiede waren das höhere Gewicht der Tve2 und der stärkere luftgekühlte 175-PS-Deutz-Dieselmotor. Die Lokomotiven 441 und 448, die Lokomotiven des Typs Otso2, unterschieden sich durch das Getriebe. Sie hatten dadurch nur eine Höchstgeschwindigkeit von 20 km/h, während die anderen Lokomotiven der Serie 45 km/h schnell fahren konnten. Einige Lokomotiven wurden später für eine Höchstgeschwindigkeit von 50 km/h zugelassen.

## Verwendung und Verbleib
Die Tve2-Lokomotiven wurden hauptsächlich in Werkstätten und Betriebswerken sowie für spezielle Aufgaben eingesetzt, für die die Leistung der Tve1 nicht ausreichte. Alle von VR eingesetzten Lokomotiven wurden spätestens in den 1990er Jahren ausgemustert. Der letzte von VR verwendete Tve2 war in Pohjankuru eingesetzt.
Von folgenden Lokomotiven sind Daten aus ihren Lebensläufen bekannt:
- Tve2 442 wurde 2013 an Easmar Logistics verkauft. Die Firma Easmar Logistics Oy wurde am 16. Dezember 2013 gegründet. Das Unternehmen führt Rangier- und Umladearbeiten in Kouvola durch.[3] Am 29. Februar 2020 wurde sie auf der Straße von Voikka nach Hyvinkää gebracht. Die Lokomotive gehört seither dem Eisenbahnmuseum in Haapamäki. Zuvor wurde die Lokomotive von Teräspyörä als Reservelokomotive verwendet.[4][5]

- Tve2 445 wurde 2016 verschrottet.[6]